# Angel at My Table
«Angel at My Table» — люксембургская пауэр-поп-группа, созданная в 2009 году в городе Люксембург. Распалась в 2015 году.

## История
В первоначальный состав группы вошли вокалистка Жоэль Гельхаузен (люкс. Joelle Gelhausen), гитаристы Джимми Лен (люкс. Jimmy Leen) и Том Финн Ашман (люкс. Tom Finn Aschman), басист Адриэль фон Грюниген (люкс. Adriel von Grünigen) и барабанщик Джо Флис (люкс. Joe Flies).
Дебютный сингл «City Romance» быстро стал популярен на местных радиостанциях, и находился в люксембургском хит-параде в течение 12 недель, из которых три недели возглавлял его. Композиция вошла в дебютный мини-альбом музыкантов, который вышел в апреле 2010 года. В дальнейшем «Angel at My Table» принимали участие в различных музыкальных фестивалях, в том числе на одном из крупнейших европейских фестивалей «FM4 Frequency Festival» в Санкт-Пёльтене (Австрия). Следующий мини-альбом, «In a Heartbeat», вышел в 2012 году, и часть композиций с релиза также вошла в ротацию местных радиостанций.
В 2013 году группа выступает на крупном фестивале «Canadian Music Week» (Канада).
«Angel at My Table» распались в феврале 2015 года.

## Дискография

### Альбомы
- «Light» (2014)

### EP
- «City Romance» (2010)
- «In a Heartbeat» (2012)

### Синглы
- «City Romance» (2010) —  LUX #1[1]
- «Silverlight» (2012)